# 木島站 (日本)
木島站（日语：／ Kijima eki */?）是位於長野縣飯山市木島，長野電鐵的河東線（木島線）車站（廢站）。在2002年（平成14年）3月31日，隨著河東線部分區間廢線，此站也被廢除。車站遺址變成長電巴士的巴士總站。

## 歷史
- 1925年（大正14年）7月12日 - 車站啟用[1]。
- 1968年（昭和47年）3月1日 - 結束處理貨物。
- 1982年（昭和57年）
  - 3月31日 - 結束處理小型手提行李。
  - 9月13日 - 在[[1982年太平洋颱風季#颱風茱迪（Judy）|颱風茱迪}}吹襲，車站北邊的樽川堤壩崩缺，使木島站受到水災影響。
- 1993年（平成5年）10月1日 - 成為無人車站。
- 2002年（平成14年）3月31日 - 隨著河東線部分區間廢線，此站被廢除[1]。

## 車站構造

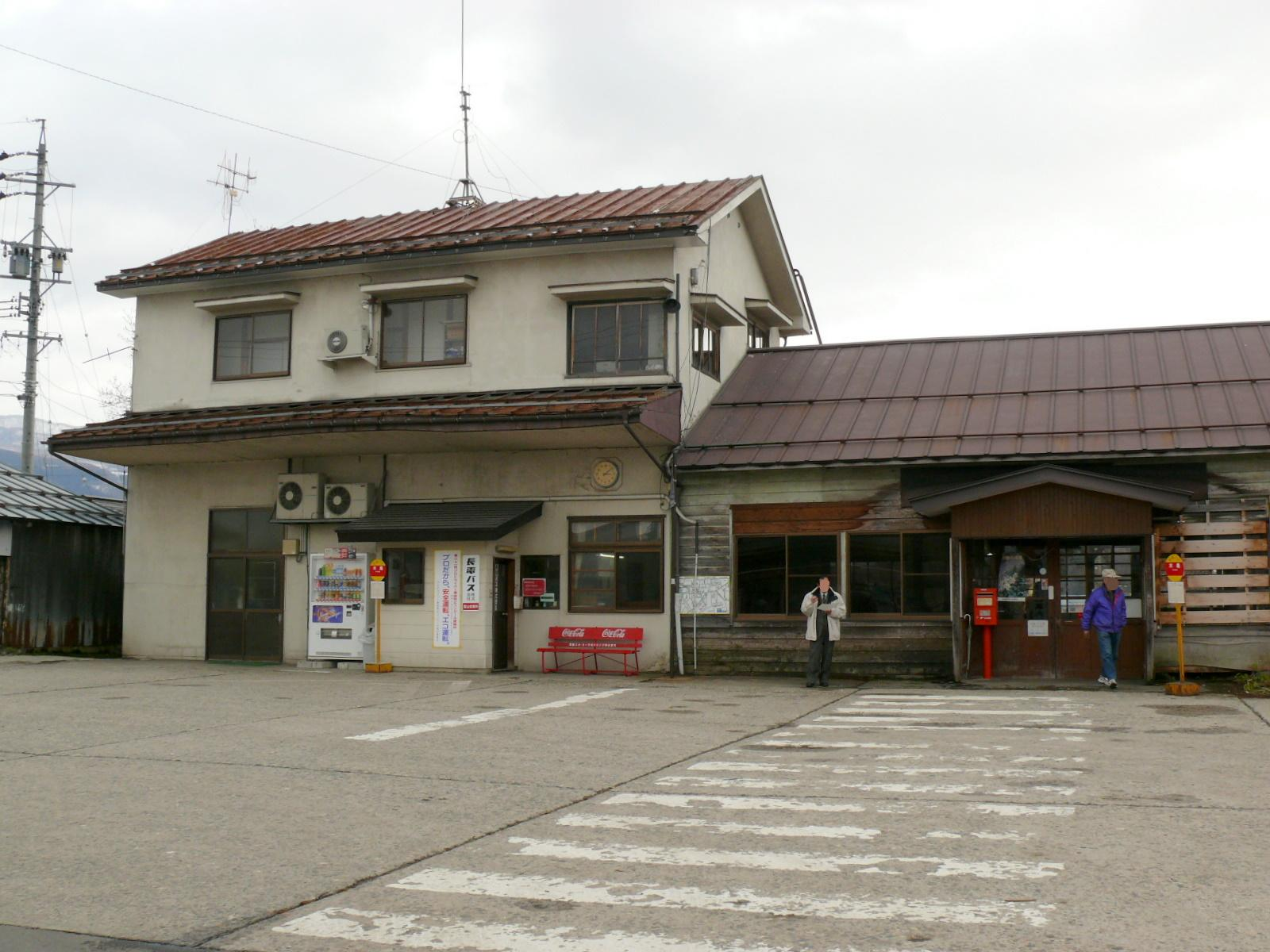
廢線後，舊車站大樓成為巴士總站的一部分。（2009年拍攝，2018年拆毀）

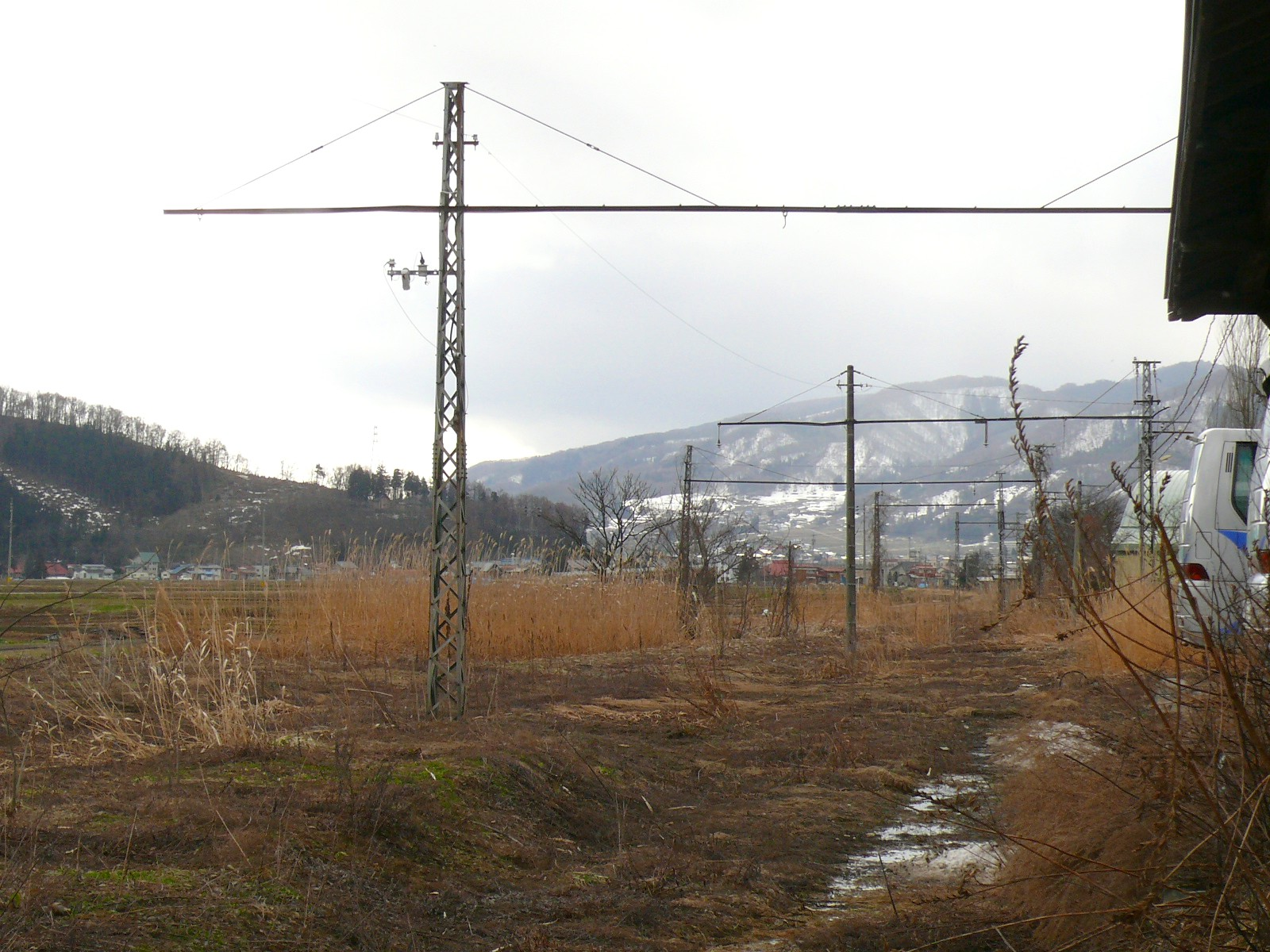
廢線後的站內。後方是信州中野方向。（2009年拍攝）

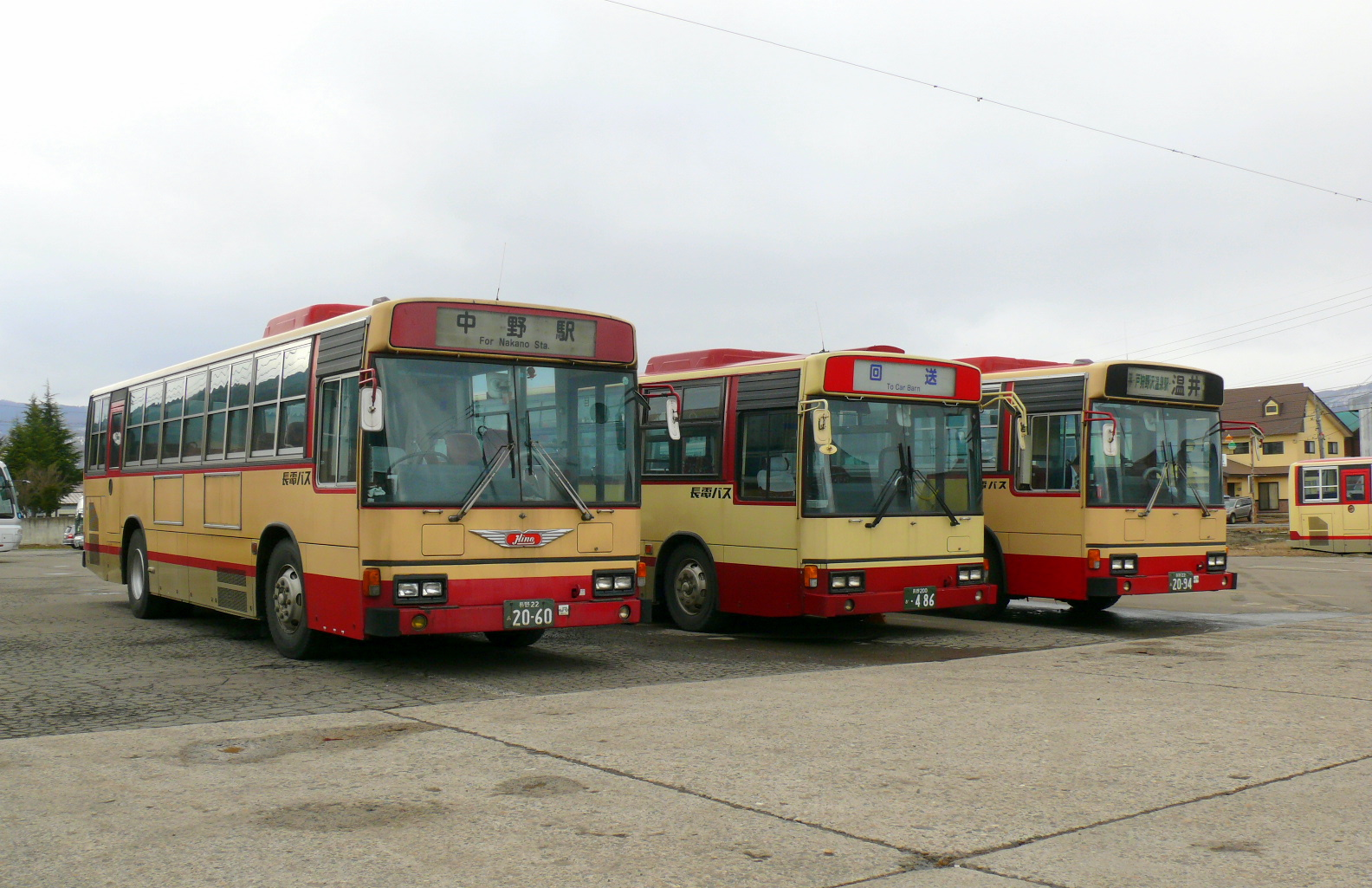
舊站設有巴士營業所，站前有一架長電巴士正在等待出發。（2009年拍攝）

截至車站廢除前，車站是一座地面車站，設有1面1線的單式月台，該月台中另外設有缺角式月台，使共有1面2線的月台。車站大樓位於月台西邊。車站設有一個出入口。此站原本是有人車站，在末期變成無人車站。在路軌終端設有附設木製雪地避難所的車廠（只有1條路軌），在冬季用作停泊車輛用。
在私家車時代前，乘客會乘坐列車至此站，再轉乘其他交通工具前往野澤溫泉方向。
現時，舊站內設有長電巴士飯山營業所（舊・信州巴士總部營業所）。
舊車站大樓在廢線後變成長電巴士的巴士總站，野澤溫泉和飯山站方向的巴士路線停靠此總站。巴士總站內設有櫃臺和候車室、隨著新的營業所和候車室開始使用，舊車站大樓於2018年拆毀。

### 月台
| 月台 | 路線    | 上下行 | 方向                   |
| ---- | ------- | ------ | ---------------------- |
| 1    | ■河東線 | -      | （留置線）             |
| 2    | ■河東線 | 上行   | 信濃安田、信州中野方向 |
| 3    | ■河東線 | 上行   | 信濃安田、信州中野方向 |

3號月台是2號月台中的缺欠式月台，幾乎沒有班次於該月台到發。在末期，該月台停泊了維修路軌車輛。

## 車站周邊
- 飯山觀光租賃（日语：飯山観光ハイヤー）
- 長野農業協同組合（日语：ながの農業協同組合）木島店
- 飯山市立木島小學
- 長野縣飯山養護學校
- 飯山市木島公民館
- 岳北消防本部飯山消防署
- 7-11飯山木島店
- 縣道354號馬曲木島停車場線（日语：長野県道354号馬曲木島停車場線） - 車站廢除後，縣道名稱沒有改變。
- 國道403號（日语：国道403号）
- 千曲川

## 巴士
長電巴士
- 中野木島線（長野電鐵木島線替代巴士）[2]
  - （立志館高校（日语：長野県中野立志館高等学校）） - 中野站 - 北信醫院（日语：北信総合病院） - 若宮 - 高社中學 - 柳澤 - 田上 - 木島 - 飯山站
  - 中野站 - 北信醫院 - 若宮公民館 - 高社中學 - 柳澤 - 田上 - 木島 - 日赤（日语：飯山赤十字病院） - 飯山站
- 野澤線[2]
  - 飯山站 - （日赤） - 本町 - 木島 - 中村 - 野澤溫泉（在冬季，巴士改停中央總站。） - 野澤大酒店（日语：野沢グランドホテル）
- 溫井線[2]
  - （木島） - 飯山站 - （日赤） - 本町 - 飯山北高（日语：長野県飯山北高等学校） - 平 - 戶狩野澤溫泉站 - （戶狩溫泉滑雪場（日语：戸狩温泉スキー場）） - 二宮 - （溫井） - （柄山）

除了上述巴士路線，還有飯山市的需求型的士「菜之花的士」、木島平村的需求型交通「Fuu太號」到發（事前需要電話預約）。

## 相鄰車站
長野電鐵
河東線
信濃安田－木島

## 注腳
1. 1 2 3 4 5 6  信濃毎日新聞社出版部. . 信濃毎日新聞社. 2011-07-24: 290. ISBN 9784784071647 （日语）.
2. 1 2 3   (新闻稿). 長電巴士.   [2014-11-06]. （原始内容存档于2016-12-13） （日语）.
3. ↑   (新闻稿). 飯山市.   [2014-11-06]. （原始内容存档于2020-10-20） （日语）.
4. ↑   (PDF) (新闻稿). 木島平村.   [2014-11-09]. （原始内容 (PDF)存档于2016-05-19） （日语）.